# 인도의 정치 통합
인도의 정치 통합(Political integration of India)은 독립 이후 인도의 번왕국과 영국 외 국가의 식민지가 인도로 통합된 과정이다. 
일부 지역에서는 종교나 인종의 차이 때문에 분리주의 반란으로 이어졌다.